# 중력열차

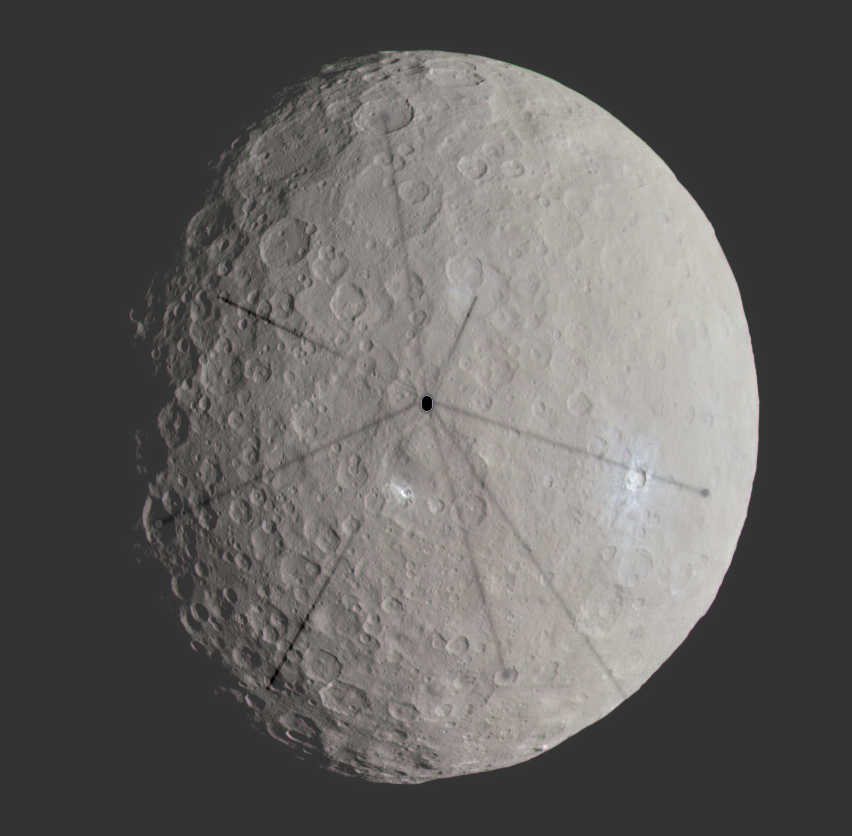
세레스 중력열차 개념. 소행성대 채굴은 중력 열차를 사용하여 원자재를 중앙 정제 지점과 발사 지점/우주 엘리베이터로 운반할 수 있다.

중력열차(gravity train) 또는 중력기차는 구 내부를 통해 두 지점을 연결하는 직선 터널을 따라 구 표면의 두 지점 사이를 통근하는 목적을 위한 이론적 교통 수단이다.
행성과 같은 큰 물체에서는 여행의 전반부(출발지부터 중간까지) 동안 무게 중심을 향해 아래쪽으로 당기는 힘이 중력만을 사용하여 가속하도록 남겨둘 수 있다. 목적지를 향해 끌어당겨지게 된다. 주행 후반부에는 가속도가 궤적을 기준으로 반대 방향이 되지만, 마찰의 영향을 무시하면 이전에 획득한 속도가 이 감속도를 극복하고 기차가 목적지에 도착한 순간 결과적으로 열차의 속도는 0에 도달하게 된다.

## 개념의 기원
17세기 영국의 과학자 로버트 훅(Robert Hooke)은 아이작 뉴턴(Isaac Newton)에게 보낸 편지에서 행성 내부에서 물체가 가속한다는 아이디어를 제시했다. 중력열차 프로젝트는 19세기에 프랑스 과학 아카데미에 진지하게 소개되었다. 동일한 아이디어가 1893년 루이스 캐럴이 실비와 브루노(Sylvie and Bruno Concluded)에서 제안했다. 이 아이디어는 1960년대 물리학자 폴 쿠퍼(Paul Cooper)가 미국 물리학 저널(American Journal of Physics)에 미래 운송 프로젝트로 중력열차를 고려할 것을 제안하는 논문을 발표하면서 재발견되었다.

## 같이 보기
- 최단시간 곡선
- 하이퍼루프
- 에너지 저장
- 우주 엘리베이터